# Survivor Series 2003
Survivor Series (2003) was een professioneel worstel-pay-per-view (PPV) evenement dat georganiseerd werd door WWE voor hun Raw en SmackDown! brands. Het was de 17e editie van Survivor Series en vond plaats op 16 november 2003 in het American Airlines Center in Dallas, Texas.

## Matches
| Nr. | Match | Winnaar(s)          | Opmerkingen                                                                         | Bron  |
| --- | --- | ------------------- | ----------------------------------------------------------------------------------- | ----- |
| 1H  | Tajiri (c) (met Akio en Sakoda) vs. Jamie Noble | Tajiri              | Eén-op-één match voor het WWE Cruiserweight Championship. Vooraf opgenomen op Heat. | [ 1 ] |
| 2   | Team Angle (Kurt Angle, Bradshaw, Chris Benoit, Hardcore Holly & John Cena) vs. Team Lesnar (Brock Lesnar, A-Train, Big Show, Nathan Jones & Matt Morgan)                                                                                              | Team Angle          | 5-tegen-5 Survivor Series elimination match.                                        | [ 2 ] |
| 3   | Molly Holly (c) vs. Lita | Molly Holly         | Eén-op-één match voor het WWE Women's Championship.                                 | [ 2 ] |
| 4   | Kane vs. Shane McMahon | Kane                | Ambulance match.                                                                    | [ 2 ] |
| 5   | The Basham Brothers (Danny Basham & Doug Basham) (c) (met Shaniqua) vs. Los Guerreros (Chavo & Eddie Guerrero) | The Basham Brothers | Tag Team match voor het WWE Tag Team Championship.                                  | [ 2 ] |
| 6   | Team Bischoff (Chris Jericho, Christian, Mark Henry, Randy Orton & Scott Steiner) (met Eric Bischoff, Theodore Long en Stacy Keibler) vs. Team Austin (Booker T, Bubba Ray & D-Von Dudley, Rob Van Dam & Shawn Michaels) (met Stone Cold Steve Austin) | Team Bischoff       | 5-tegen-5 Survivor Series elimination match.                                        | [ 2 ] |
| 7   | Mr. McMahon vs. The Undertaker | Mr. McMahon         | Buried Alive match.                                                                 | [ 2 ] |
| 8   | Goldberg (c) vs. Triple H (met Ric Flair) | Goldberg            | Eén-op-één match voor het World Heavyweight Championship.                           | [ 2 ] |